# Youngs modul
Youngs modul ({\displaystyle E}) (også det elastiske modul eller E-modulet) beskriver et materiales evne til at modstå elastisk deformation under påvirkning af kræfter. Materialer med et højt modul opleves som stive, idet de kun deformeres lidt under påvirkning og finder tilbage til den oprindelige form, når belastningen ophører. Modulet er ikke udtryk for materialets styrke (evne til at modstå varig (eller plastisk) deformation, hvor materialet ikke kommer tilbage til sin oprindelige form).

## Definition
Youngs modul er givet ved:
{\displaystyle E={\frac {\sigma }{\varepsilon }}}
hvor {\displaystyle \sigma } er spændingen, og {\displaystyle \varepsilon } er tøjningen.
Spænding er kraft {\displaystyle F} per areal {\displaystyle A}
{\displaystyle \sigma ={\frac {F}{A}}}
mens tøjning er den relative deformation:
{\displaystyle \varepsilon ={\frac {\Delta L}{L}}}
hvor {\displaystyle L} er længden før deformation, og {\displaystyle \Delta L} er ændringen i længde.

## Relation til Hookes lov
Youngs modul kan dermed også skrives:
{\displaystyle E={\frac {\frac {F}{A}}{\frac {\Delta L}{L}}}}
Kraften er altså givet ved:
{\displaystyle F={\frac {EA}{L}}\Delta L}
For konstant {\displaystyle E} er dette Hookes lov
{\displaystyle F=k\Delta L}
hvor
{\displaystyle k={\frac {EA}{L}}}
er fjederkonstanten.